# Miamis Grand Prix 2022

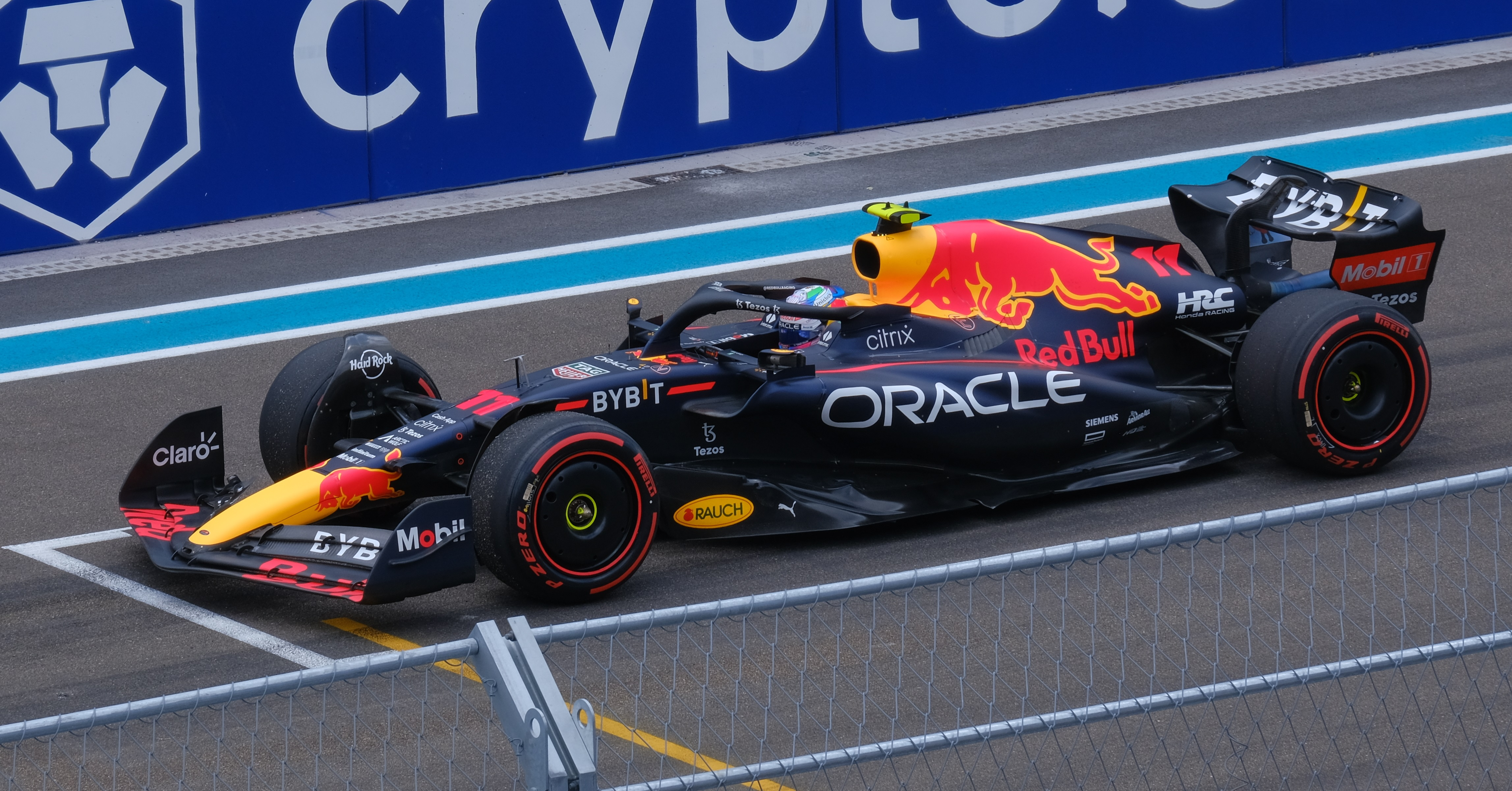
Sergio Pérez i sin Red Bull Racing RB18 under ett av träningspassen den 7 maj 2022.

Miamis Grand Prix 2022, officiellt Formula 1 Crypto.com Miami Grand Prix 2022, var ett Formel 1-lopp som kördes den 8 maj 2022 på Miami International Autodrome i USA. Loppet var det femte ingående i Formel 1-säsongen 2022 och kördes över 57 varv.

## Bakgrund

### Ställning i mästerskapet före loppet
Charles Leclerc ledde förarmästerskapet efter det fjärde loppet, Emilia-Romagnas Grand Prix, med 86 poäng, 27 poäng före Max Verstappen som ligger på andraplats, med Sergio Pérez på tredje plats, fem poäng bakom sin stallkamrat. I konstruktörmästerskapet leder Ferrari över Red Bull med 11 poäng och över Mercedes med 47 poäng.

### Deltagare
Förarna och teamen var desamma som säsongens anmälningslista utan ytterligare förändringar bland förarna.

### Däckval
Däckleverantören Pirelli tog med sig däckblandningarna C2, C3 och C4 (betecknade hårda, medium respektive mjuka) för team att använda vid omgången.

## Träning
Tre träningspass ägde rum, alla under en timmes tid. De första två träningspassen ägde rum under fredag den 6 maj klockan 14:30 och 17:30 lokal tid (UTC−04:00) och det tredje träningspasset ägde rum klockan 13:00 den 7 maj.

## Kvalet
Kvalet ägde rum den 7 maj klockan 16:00 lokal tid under en timmes tid.
Charles Leclerc tog pole position före stallkamraten Carlos Sainz, med Max Verstappen på tredjeplats. Detta var första gången Ferrari kvalade in båda sina bilar i första startled sedan Mexikos Grand Prix 2019.
| Pos.                    | Nr. | Förare            | Konstruktör           | Kvaltider | Kvaltider | Kvaltider | Start- grid |
| Pos.                    | Nr. | Förare            | Konstruktör           | Q1        | Q2        | Q3        | Start- grid |
| ----------------------- | --- | ----------------- | --------------------- | --------- | --------- | --------- | ----------- |
| 1                       | 16  | Charles Leclerc   | Ferrari               | 1:29,474  | 1:29,130  | 1:28,796  | 1           |
| 2                       | 55  | Carlos Sainz, Jr. | Ferrari               | 1:30,079  | 1:29,729  | 1:28,986  | 2           |
| 3                       | 1   | Max Verstappen    | Red Bull              | 1:29,836  | 1:29,202  | 1:28,991  | 3           |
| 4                       | 11  | Sergio Pérez      | Red Bull              | 1:30,055  | 1:29,673  | 1:29,036  | 4           |
| 5                       | 77  | Valtteri Bottas   | Alfa Romeo-Ferrari    | 1:30,845  | 1:29,751  | 1:29,475  | 5           |
| 6                       | 44  | Lewis Hamilton    | Mercedes              | 1:30,388  | 1:29,797  | 1:29,625  | 6           |
| 7                       | 10  | Pierre Gasly      | Alpha Tauri           | 1:30,779  | 1:30,128  | 1:29,690  | 7           |
| 8                       | 4   | Lando Norris      | McLaren-Mercedes      | 1:30,761  | 1:29,634  | 1:29,750  | 8           |
| 9                       | 22  | Yuki Tsunoda      | Alpha Tauri           | 1:30,485  | 1:30,031  | 1:29,932  | 9           |
| 10                      | 18  | Lance Stroll      | Aston Martin-Mercedes | 1:30,441  | 1:29,996  | 1:30,676  | 10          |
| 11                      | 14  | Fernando Alonso   | Alpine-Renault        | 1:30,407  | 1:30,160  | N/A       | 11          |
| 12                      | 63  | George Russell    | Mercedes              | 1:30,490  | 1:30,173  | N/A       | 12          |
| 13                      | 5   | Sebastian Vettel  | Aston Martin-Mercedes | 1:30,677  | 1:30,214  | N/A       | 13          |
| 14                      | 3   | Daniel Ricciardo  | McLaren-Mercedes      | 1:30,583  | 1:30,310  | N/A       | 14          |
| 15                      | 47  | Mick Schumacher   | Haas-Ferrari          | 1:30,645  | 1:30,423  | N/A       | 15          |
| 16                      | 20  | Kevin Magnussen   | Haas-Ferrari          | 1:30,975  | N/A       | N/A       | 16          |
| 17                      | 24  | Zhou Guanyu       | Alfa Romeo-Ferrari    | 1:31,020  | N/A       | N/A       | 17          |
| 18                      | 23  | Alexander Albon   | Williams-Mercedes     | 1:31,266  | N/A       | N/A       | 18          |
| 19                      | 6   | Nicholas Latifi   | Williams-Mercedes     | 1:31,325  | N/A       | N/A       | 19          |
| 107 %-gränsen: 1:35,737 |     |                   |                       |           |           |           |             |
| DNS                     | 31  | Esteban Ocon      | Alpine-Renault        | N/A       | N/A       | N/A       | 201         |
| Källor:                 |     |                   |                       |           |           |           |             |

Noter
- ^1  – Esteban Ocon deltog inte i kvalet på grund av en olycka under den tredje träningen. Han fick dock tillåtelse att starta i loppet.

## Loppet
Max Verstappen vann loppet följt av Charles Leclerc och Carlos Sainz.
| Pos.                                                            | Nr. | Förare            | Konstruktör           | Varv | Tid/Bröt    | Grid | Poäng |
| --------------------------------------------------------------- | --- | ----------------- | --------------------- | ---- | ----------- | ---- | ----- |
| 1                                                               | 1   | Max Verstappen    | Red Bull              | 57   | 1:34:24,258 | 3    | 262   |
| 2                                                               | 16  | Charles Leclerc   | Ferrari               | 57   | +3,786s     | 1    | 18    |
| 3                                                               | 55  | Carlos Sainz, Jr. | Ferrari               | 57   | +8,229s     | 2    | 15    |
| 4                                                               | 11  | Sergio Pérez      | Red Bull              | 57   | +10,638s    | 4    | 12    |
| 5                                                               | 63  | George Russell    | Mercedes              | 57   | +18,582s    | 12   | 10    |
| 6                                                               | 44  | Lewis Hamilton    | Mercedes              | 57   | +21,368s    | 6    | 8     |
| 7                                                               | 77  | Valtteri Bottas   | Alfa Romeo-Ferrari    | 57   | +25,073s    | 5    | 6     |
| 8                                                               | 31  | Esteban Ocon      | Alpine-Renault        | 57   | +28,386s    | 20   | 4     |
| 9                                                               | 23  | Alexander Albon   | Williams-Mercedes     | 57   | +32,128s    | 18   | 2     |
| 10                                                              | 18  | Lance Stroll      | Aston Martin-Mercedes | 57   | +32,365s    | PL6  | 1     |
| 11                                                              | 14  | Fernando Alonso   | Alpine-Renault        | 57   | +35,902s3   | 11   |       |
| 12                                                              | 22  | Yuki Tsunoda      | Alpha Tauri           | 57   | +37,026s    | 9    |       |
| 13                                                              | 3   | Daniel Ricciardo  | McLaren-Mercedes      | 57   | +40,146s4   | 14   |       |
| 14                                                              | 6   | Nicholas Latifi   | Williams-Mercedes     | 57   | +49,936s    | 19   |       |
| 15                                                              | 47  | Mick Schumacher   | Haas-Ferrari          | 57   | +73,305s    | 15   |       |
| 167                                                             | 20  | Kevin Magnussen   | Haas-Ferrari          | 56   | Framvinge5  | 16   |       |
| 177                                                             | 5   | Sebastian Vettel  | Aston Martin-Mercedes | 54   | Kollision5  | PL6  |       |
| RET                                                             | 10  | Pierre Gasly      | Alpha Tauri           | 45   | Fjädringen  | 7    |       |
| RET                                                             | 4   | Lando Norris      | McLaren-Mercedes      | 39   | Kollision   | 8    |       |
| RET                                                             | 24  | Zhou Guanyu       | Alfa Romeo-Ferrari    | 6    | Vattenläcka | 17   |       |
| Snabbaste varvet: Max Verstappen (Red Bull), 1:31,361 (varv 54) |     |                   |                       |      |             |      |       |
| Källor:                                                         |     |                   |                       |      |             |      |       |

Noter
- ^2  – Inkluderar en extra poäng för snabbaste varv.
- ^3  – Fernando Alonso slutade på 8:e plats men tilldelades två gånger fem sekunders strafftillägg för att ha orsakat en kollision med Pierre Gasly och för att ha lämnat banan och övertagit en annan bil.
- ^4  – Daniel Ricciardo slutade på 11:e plats men tilldelades fem sekunders strafftillägg efter loppet efter att ha lämnat banan och övertagit en annan bil.
- ^5  – Kevin Magnussen tilldelades fem sekunders strafftillägg för att ha orsakat en kollision med Lance Stroll. Hans position påverkades inte av straffet.
- ^6  – Sebastian Vettel och Lance Stroll kvalade 10 respektive 13, men startade från pit lane eftersom bränslet i bilen var nedkylt. Deras platser på startgridden stod tomma.
- ^7  – Kevin Magnussen och Sebastian Vettel klassificerades eftersom de körde färdigt mer än 90% av racedistansen.

## Ställning i mästerskapet efter loppet
| Pos. | Förare            | Poäng |
| ---- | ----------------- | ----- |
| 1 ▬  | Charles Leclerc   | 104   |
| 2 ▬  | Max Verstappen    | 85    |
| 3 ▬  | Sergio Pérez      | 66    |
| 4 ▬  | George Russell    | 59    |
| 5 ▬  | Carlos Sainz, Jr. | 53    |

| Pos. | Konstruktör        | Poäng |
| ---- | ------------------ | ----- |
| 1 ▬  | Ferrari            | 157   |
| 2 ▬  | Red Bull           | 151   |
| 3 ▬  | Mercedes           | 95    |
| 4 ▬  | McLaren-Mercedes   | 46    |
| 5 ▬  | Alfa Romeo-Ferrari | 31    |

- Notering: Endast de fem bästa placeringarna i vardera mästerskap finns med på listorna.